# Frederic al II-lea de Lorena
Frederic al II-lea (n. cca. 995–1026) a fost conte de Bar și duce de Lorena Superioară, guvernând alături de tatăl său din 1019.
Frederic a fost fiul ducelui Thierry I de Lorena cu Richilda de Blieskastel, fiică a contelui Folmar al III de Bliesgau.
La moartea împăratului Henric al II-lea din 1024, Frederic s-a alăturat ducelui Ernest al II-lea de Suabia, aflat în stare de revoltă noului rege al Germaniei, Conrad al II-lea. Ei au încheiat curând pace cu imperialii și l-au recunoscut pe noul rege, iar Frederic a murit la puțină vreme după aceea.
Frederic a fost căsătorit cu Matilda de Suabia (n. cca. 995–d. 1031), fiica ducelui Herman al II-lea de Suabia și cumnată a lui Conrad. Frederic și Matilda au avut trei copii:
- Sofia, contesă de Bar și de Pont-à-Mousson, căsătorită cu Ludovic, conte de Montbéliard
- Frederic, succesorul său
- Beatrice, căsătorită mai întâi cu marchizul Bonifaciu de Toscana, iar a doua oară cu ducele Godefroy al III-lea cel Bărbos de Lotharingia Inferioară; mama Matildei de Canossa

1. 1 2 3 4 5 6 7 8 9  Medieval Lands